# Gabès
Gabès (arabe : ڨابس /gɛːbɪs/ ) est une ville du Sud-Est de la Tunisie, située dans la région historique de l'Arad.
Plus grande ville du Sud tunisien après Sfax, Gabès possède la particularité d'être à la fois une oasis et un port maritime. Cette fonction portuaire date du développement industriel des années 1970. Auparavant, Gabès était un mouillage réputé difficile et dangereux.
Gabès est considérée comme la reine des plaines de l'Arad.

## Étymologie
Takapes est le nom berbère de la cité à son origine, la suppression du préfixe « Ta », qui en berbère est synonyme de « à », transformant ce nom en Kapes qui est transformé phonétiquement par les Arabes (qui n'utilisent pas le phonème /p/) en Kabes puis Gabes[réf. nécessaire]. Les Romains l'appellent Tacapae ou Tacape,. Les orthographes et prononciations Tacapes, Tacapas et Tacapa sont aussi trouvées.

## Géographie

### Localisation
Située sur la côte méditerranéenne, au fond du golfe de Gabès auquel elle donne également son nom et qui constitue une importante réserve ornithologique, elle est localisée au sud-est de la Tunisie, à quelque 400 km de Tunis, 125 km de Tataouine et 100 km de Djerba.

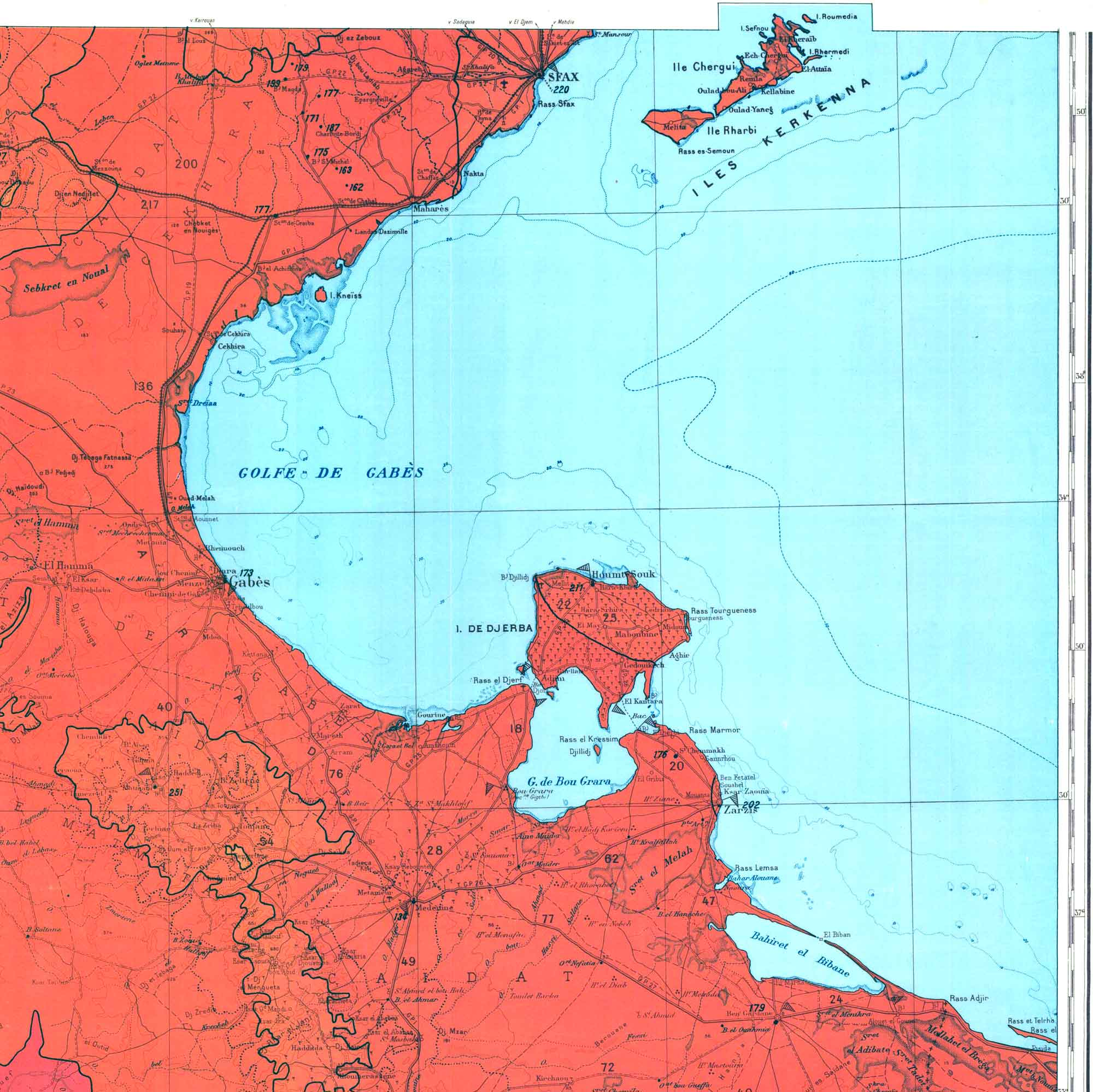
Carte montrant le golfe de Gabès et la localisation de la ville.
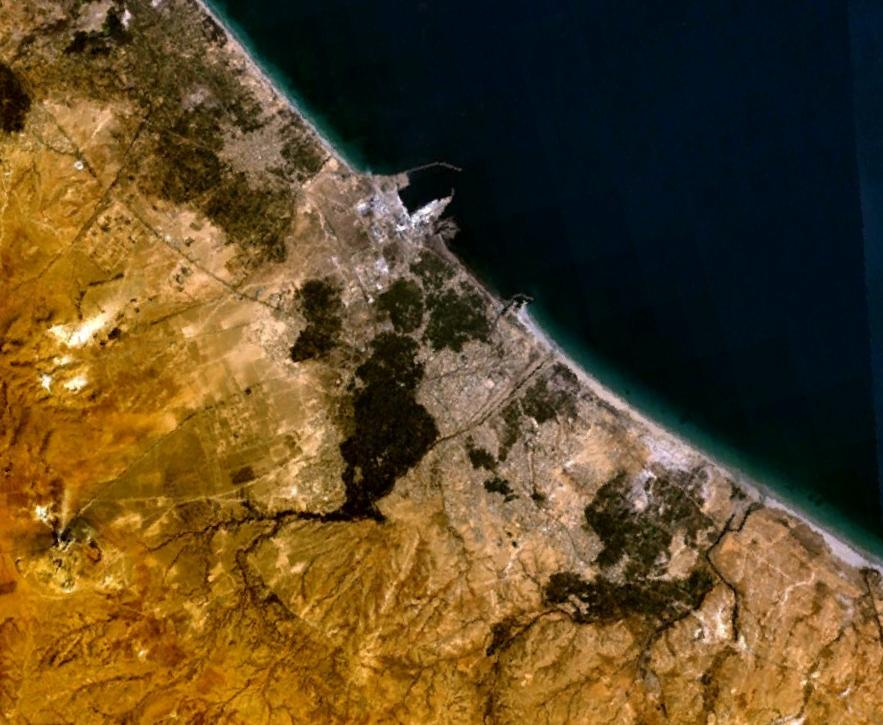
Image satellite de Gabès.

### Relief et géologie
Elle se trouve dans la plaine côtière de la Djeffara limitée à l'ouest par les monts de Matmata puis les étendues sableuses du Grand Erg oriental.

### Hydrologie
Elle borde le golfe de Gabès sur dix kilomètres environ. Ce golfe est l'une des parties de la Méditerranée qui connaît de vraies marées atteignant jusqu'à 2,50 mètres d'amplitude.
La ville est traversée par l'oued Gabès et le canal de Gabès.

### Climat
| Mois                              | jan.  | fév.  | mars  | avril | mai   | juin  | jui. | août  | sep.  | oct.  | nov.  | déc.  | année  |
| --------------------------------- | ----- | ----- | ----- | ----- | ----- | ----- | ---- | ----- | ----- | ----- | ----- | ----- | ------ |
| Température minimale moyenne (°C) | 7,8   | 8,6   | 11,2  | 14,2  | 17,9  | 21,5  | 23,7 | 24,7  | 22,8  | 18,9  | 13,3  | 9,2   | 16,15  |
| Température maximale moyenne (°C) | 16,9  | 18,4  | 20,2  | 22,5  | 25,4  | 28,3  | 31,3 | 32,2  | 30,3  | 27,3  | 22,5  | 18,1  | 24,45  |
| Ensoleillement (h)                | 214,1 | 226,8 | 251,9 | 274,1 | 308,4 | 322,2 | 354  | 335,1 | 259,1 | 247,8 | 218,1 | 211,1 | 270,81 |
| Précipitations (mm)               | 26,3  | 11,3  | 15,6  | 15,8  | 9,1   | 2,1   | 0,3  | 1,2   | 23,8  | 31,4  | 23,3  | 27,9  | 188,1  |

| Diagramme climatique                                  |             |              |              |             |             |             |             |              |              |              |             |
| J                                                     | F           | M            | A            | M           | J           | J           | A           | S            | O            | N            | D           |
| 16,97,826,3                                           | 18,48,611,3 | 20,211,215,6 | 22,514,215,8 | 25,417,99,1 | 28,321,52,1 | 31,323,70,3 | 32,224,71,2 | 30,322,823,8 | 27,318,931,4 | 22,513,323,3 | 18,19,227,9 |
| Moyennes : • Temp. maxi et mini °C • Précipitation mm |             |              |              |             |             |             |             |              |              |              |             |

## Transport

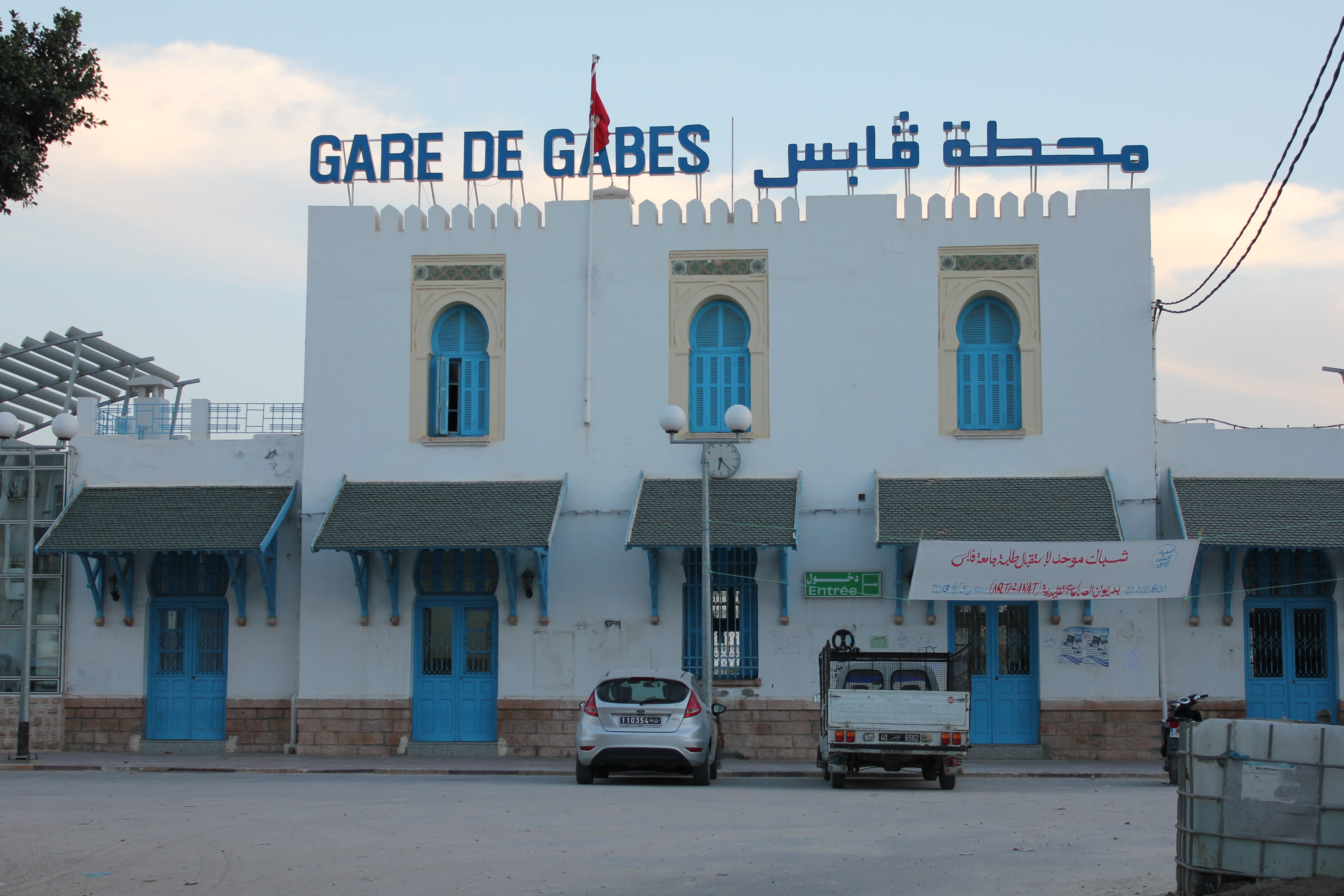
Gare de Gabès.

- Voies routières : la ville est traversée par les routes nationales RN1, RN15 et RN16.
- Voies autoroutières : elle est desservie par l'A1.
- Transports en commun :
  - La ville est le terminus de la ligne de Tunis à Gabès qui dessert aussi Sousse, Sfax et d'autres villes. Il existe un projet de prolongement, sans cesse reporté depuis 1981, jusqu'à Médenine, Ben Gardane et Ras Jedir[11],[12].
  - La ville est le terminus de plusieurs lignes de bus assurées par la SNCFT[13] :
    - Gabès - Djerba (Houmt Souk - El May - Midoun) ;
    - Gabès - Mareth - Médenine - Ghomrassen - Tataouine ;
    - Gabes - Mareth - Médenine - Zarzis.
- Transport aérien : elle est desservie par l'aéroport de Gabès-Matmata.

## Histoire

### Époque antique
L'origine du nom de Gabès nous fait conclure que la cité a été fondée par les Berbères bien avant l'arrivée des Phéniciens qui regroupent l'une de ses agglomérations en comptoir commercial. La ville reste carthaginoise jusqu'au IIe siècle av. J.-C. et la deuxième guerre punique puis devient une colonie romaine. L'oasis devient alors un centre commercial florissant rattaché à la Tripolitaine dont Pline célèbre avec emphase la fécondité du sol. La ville est encore très prospère sous la domination byzantine.
La ville est aussi le siège d'un évêché. Au début du Ve siècle, nous connaissons le catholique Dulcitius et le donatiste Felix. Dans la Noticia de 484, l'évêque se nomme Servilius alors qu'au concile de Carthage de 525, il s'appelle Gaius. De nos jours, Tacapae est un siège titulaire.

### Époque médiévale

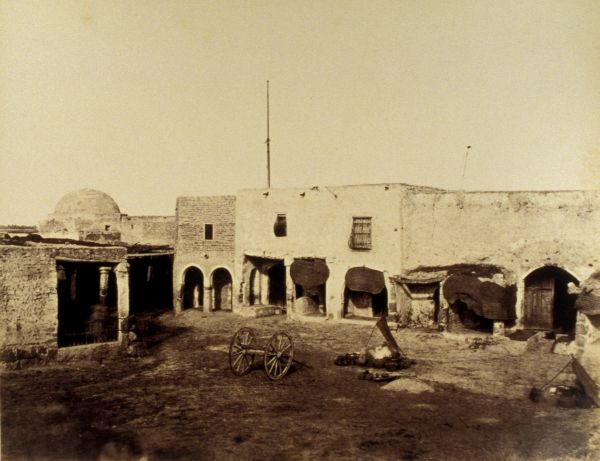
Maison du vice-consul français en 1875.

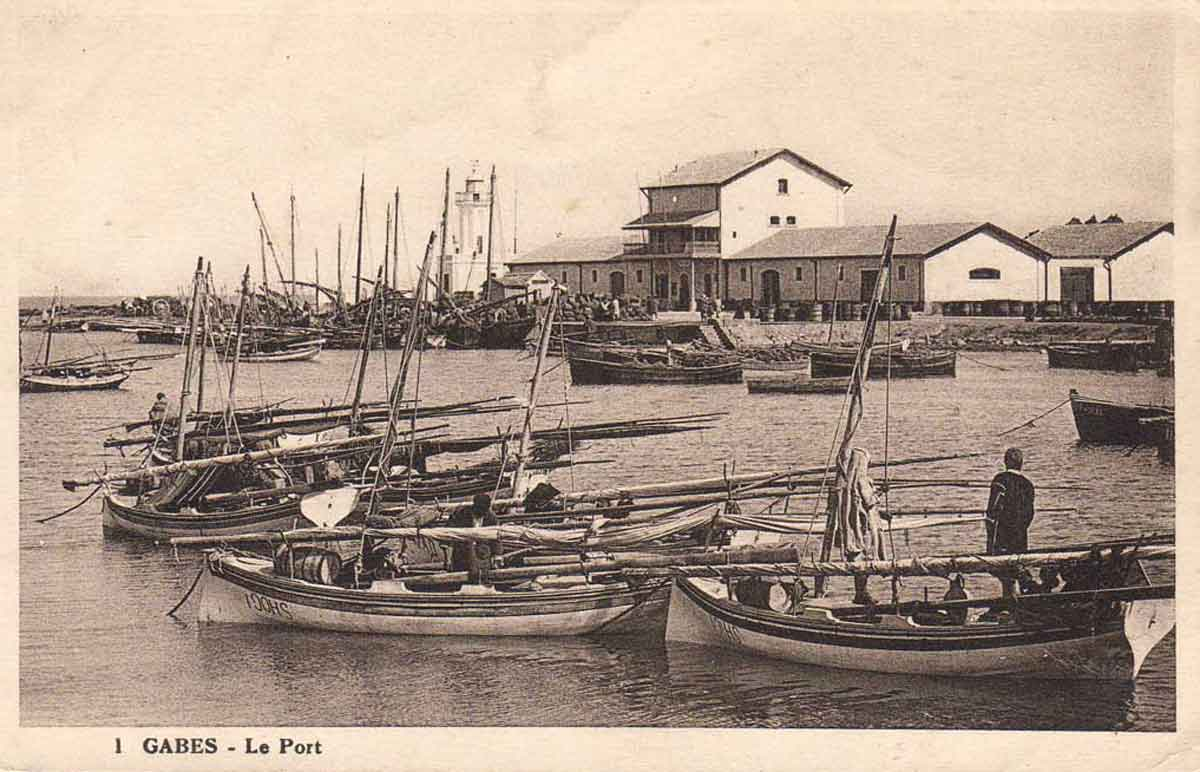
Port de Gabès au début du XXe siècle.

Se trouvant sur une voie de communication importante, elle prend de l'importance avec l'arrivée des musulmans au VIIe siècle. Elle résiste à la première invasion, avant d'ouvrir ses portes aux Arabes. Sous les Fatimides, Gabès est le siège d'un royaume vassal dirigé par une famille ketama appelée les Loukman. La ville, déjà prospère sous les Aghlabides et les Fatimides, semble atteindre son apogée sous les Zirides avant de s'affaiblir durablement par la suite.
Pour punir ces derniers d'avoir rompu leur lien de vassalité, le calife fatimide ordonne l'invasion hilalienne de l'Ifriqiya et attribue la région de Gabès à la tribu des Zoghbas. Avec l'aide des autres tribus hilaliennes, ces derniers battent les Zirides et s'installent à Gabès, où ils fondent un émirat indépendant. Avec l'instauration du royaume d'Afrique à Mahdia, ils deviennent vassaux de Roger II, roi normand de Sicile. Pendant la conquête des Almohades, Gabès soutient leur rival almoravide Ali ben Ghaniya, finalement battu à la bataille d'El Hamma. Toute l'Ifriqiya est alors placée sous contrôle almohade jusqu'à l'émergence des Hafsides. Sous le règne de ces derniers, Gabès a une dynastie locale entre 1282 et 1394 nommée « Banu Makki ».
Le géographe arabe Al-Bakri parle au VIIe siècle de Gabès comme d'une grande ville ceinte par une muraille de grosses pierres et parsemée de constructions antiques. Selon lui, la cité possède une forte citadelle, plusieurs faubourgs (situés à l'est et au sud du centre-ville), des bazars et des caravansérails, une mosquée « magnifique » et un grand nombre de bains. Le tout est entouré d'un large fossé inondable en cas de menaces extérieures. Ibn Hawqal (Xe siècle), le géographe Al Idrissi (XIIe siècle) et Léon l'Africain (XVIe siècle) confirment cette description. Ibn Khaldoun (XIVe siècle) qualifie la ville de métropole maritime.

### Époque moderne
L'arrivée des Ottomans en 1574 ne change pas la position de Gabès dans le commerce transsaharien dont les produits s'exportent depuis son port, qui reste néanmoins périphérique par rapport à Tripoli qui attire beaucoup plus de trafic. Au XVIIe siècle, la ville est refondée pour des raisons encore inconnues et prend sa configuration actuelle avec l'établissement de différents bourgs modestes et sans défense. Peu de traces subsistent de l'ancienne ville de nos jours.
En 1870, la ville est pillée par l'armée de Mustapha Khaznadar lors de l'insurrection d'Ali Ben Ghedhahem.

### Époque contemporaine
Avec l'arrivée de l'armée française en 1881, Gabès devient la plus importante garnison du sud de la Tunisie.
Le 19 mai 1941, lors d'un pogrom (en), plusieurs membres de la communauté juive locale sont assassinés lors d'émeutes antisémites,. Passée sous contrôle allemand en 1942, la ville est quasiment détruite dans les combats de la campagne de Tunisie (1943). Reconstruite à partir de 1945, elle est à nouveau dévastée par des crues en 1962.

## Politique et administration

### Rattachement administratif
Gabès est une municipalité divisée en trois délégations : Gabès Médina, Gabès Sud et Gabès Ouest. La ville appartient au gouvernorat du même nom dont elle est le chef-lieu.

### Liste des maires
| Maire          | Parti       | Début de mandat  | Fin de mandat | Remarques                                                |
| -------------- | ----------- | ---------------- | ------------- | -------------------------------------------------------- |
| Karim Kraïet   | Indépendant | 27 novembre 2012 | ?             | Désigné à la suite de la révolution de 2011.             |
| Habib Dhaouadi | Ennahdha    | 21 juin 2018     | en cours      | Élu après les élections municipales tunisiennes de 2018. |

## Urbanisme

### Morphologie urbaine
Le tissu urbain de la ville est éclaté et étalé sur plus de vingt kilomètres avec plusieurs ruptures matérialisées par les oasis, l'oued Gabès ou le canal de Gabès.
Les noyaux historiques de Gabès sont constitués des bourgs de Menzel et de Djara, alors que le quartier colonial se trouve dans le secteur de Bab El Bhar. Djara ou Jara est divisé entre la Grande Djara et la Petite Djara. D'autres centres complètent de nos jours le tissu urbain de Gabès comme les anciens villages de Sidi Boulbaba, de Chenini Nahal ou de Ghannouch.

### Projets d'aménagement
Plusieurs grands projets d'aménagement sont prévus à long terme et dont la date de réalisation demeure inconnue :
- Aménagement des berges du canal de Gabès en un lieu de plaisance[22] ;
- Projet de tramway[23] ;
- Projet urbain baptisé « Gabès nouvelle »[24], Gabès Al Jadida[25], Gabès Smart City ou « L'Oasis intelligente »[26], qui doit occuper le terrain de l'ancien aéroport militaire sur une superficie de 42 hectares pour créer un nouveau centre économique et résidentiel[25].

## Population et société

### Démographie
La ville compte 107 223 habitants en 2022. La croissance de la population de la ville de Gabès entre 2004 et 2014 est de 12,44 %, avec un solde migratoire positif.
| Hommes | Classe d’âge | Femmes |
| ------ | ------------ | ------ |
| 10,71  | 60 et +      | 10,88  |
| 11,94  | 50-59        | 10,89  |
| 13,21  | 40-49        | 13,79  |
| 14,3   | 30-39        | 16,23  |
| 17,72  | 20-29        | 18,27  |
| 7,68   | 15-19        | 7,18   |
| 7,34   | 10-14        | 6,74   |
| 7,91   | 5-9          | 7,51   |
| 9,21   | 0-4          | 8,59   |

### Enseignement

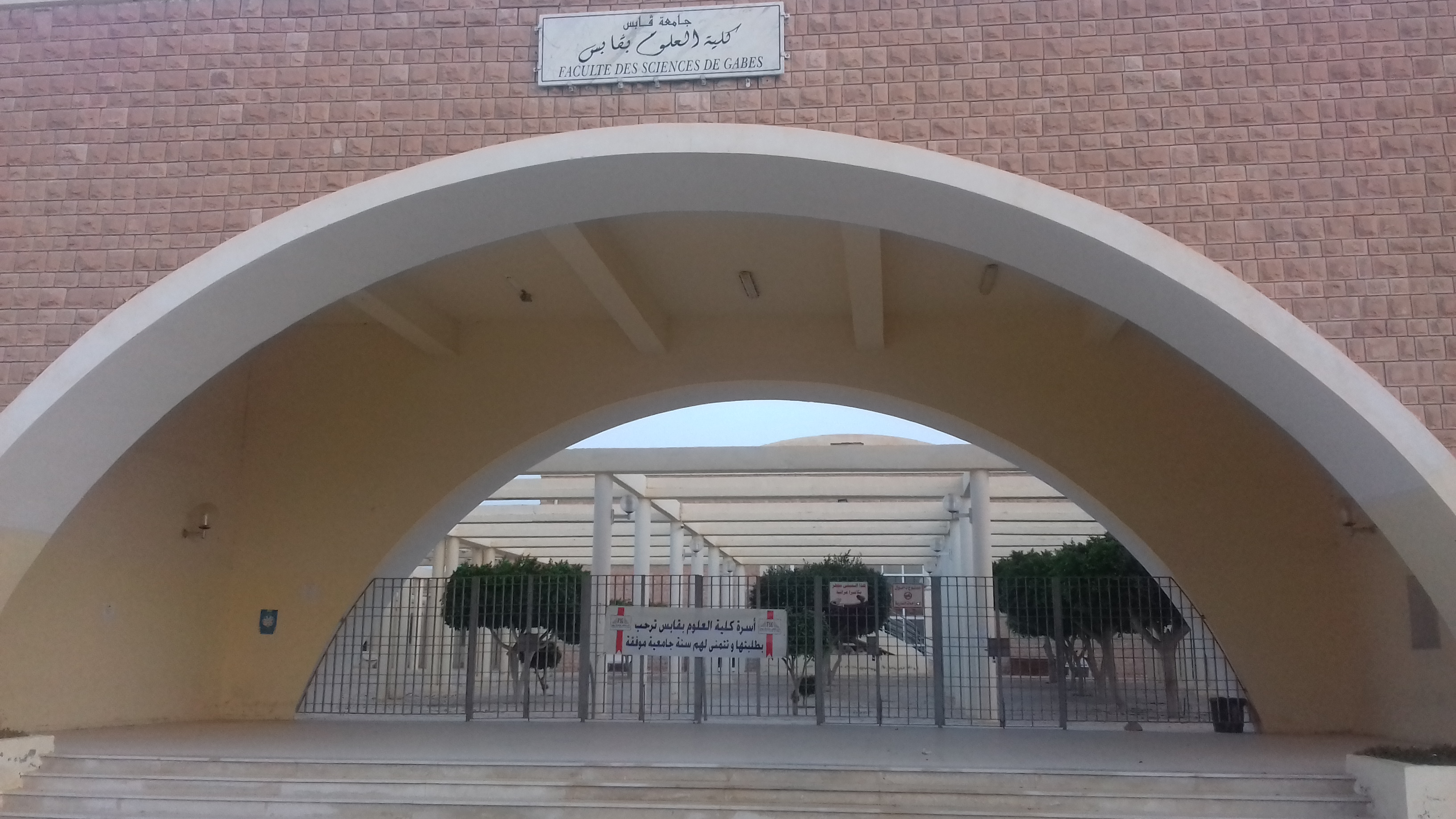
Faculté des sciences de Gabès.

La ville abrite l'université de Gabès qui comprend la faculté des sciences.

### Culture

#### Événements culturels
- Gabès Cinéma Fen[30],[31].

#### Équipements culturels
- Bibliothèque régionale de Gabès ;
- Complexe culturel de Gabès[32].

### Santé

#### Santé publique
L'activité de l'industrie chimique qu’accueille la ville provoque une forte pollution, qui elle-même entraîne de nombreux problèmes de santé pour les habitants. Près de la moitié des patients reçus aux urgences présentent des pathologies respiratoires, les enfants souffrant d'asthme et les cancers du poumon étant fréquents. Néanmoins, aucune étude n'a été réalisée pour permettre d'établir un lien entre la recrudescence de ces maladies et la pollution liée aux phosphates.

#### Établissements hospitaliers
- Hôpital militaire de Gabès ;
- Hôpital régional de Gabès[34].

### Sport

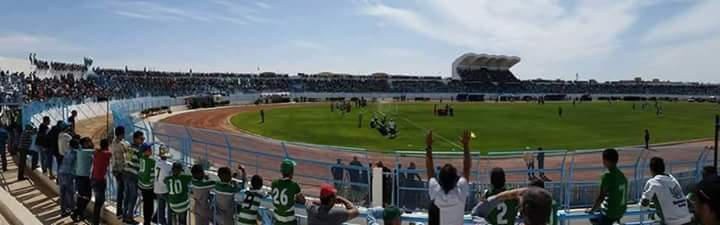
Stade olympique lors d'une rencontre du Stade gabésien en 2016.

En matière sportive, Gabès abrite un club de basket-ball et deux clubs de football appartenant aux deux grands quartiers de la ville : l'Avenir sportif de Gabès basé à Menzel et le Stade gabésien basé à Jara, qui évoluent en Ligue I du championnat national. Il existe des projets de rapprochement entre les deux clubs de football afin de créer un grand club qui prendrait le nom d'Union sportive de Gabès et serait capable de rivaliser pour le titre national.

### Médias
La ville abrite le siège de la chaîne de radio Oasis FM.

## Économie
Le taux de chômage à Gabès se monte à 25 % en 2019.

### Industrie

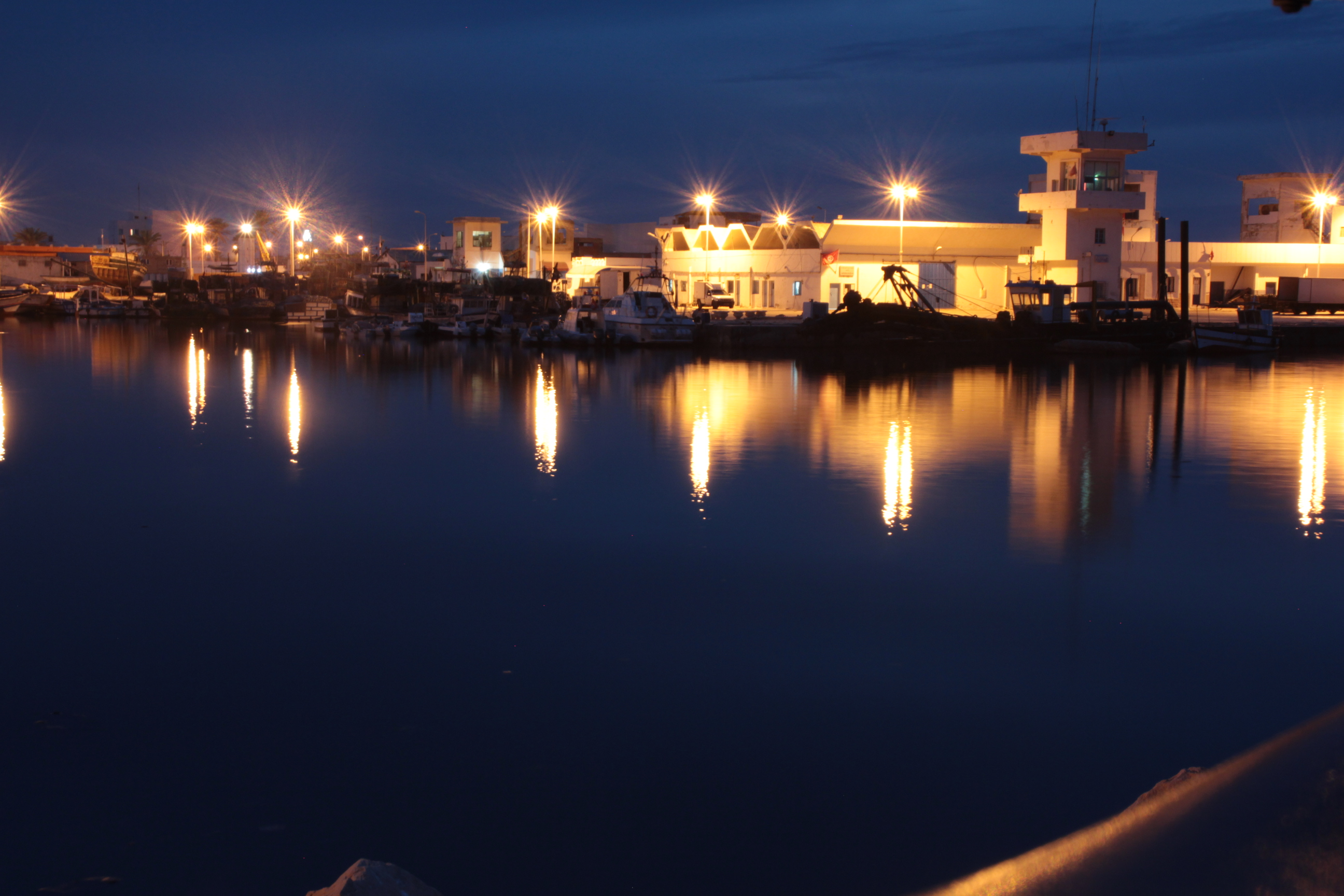
Port de Gabès.

La ville abrite une activité économique diversifiée, notamment un important secteur industriel spécialisé dans l'industrie chimique avec la présence d'un important complexe industriel de traitement des phosphates.
Une pollution des eaux et de l'air est causée par les unités du Groupe chimique tunisien implantées à Gabès,. Habib Ayeb réalise en 2014 un documentaire intitulé Gabès Labess et traitant de cette thématique.
D'importantes installations de production d'électricité et de gaz naturel sont également présentes à Gabès, ainsi qu'une importante cimenterie (troisième à l'échelle nationale et la seule de tout le Sud tunisien. Des industries de transformation et de production de matières premières pour la construction sont également établies dans les environs de la ville.
Le port, situé dans une zone industrialo-portuaire partagée avec la ville de Ghannouch, est le quatrième port de commerce du pays quant au trafic et au chiffre d'affaires.
Gabès abrite aussi une infrastructure d'exploitation pétrolière off-shore et pétrochimique, ainsi qu'un nombre important d'établissements universitaires (au nombre de douze jusqu'en 2014), dont une école d'ingénieurs et un pôle technique et industriel.

### Agriculture

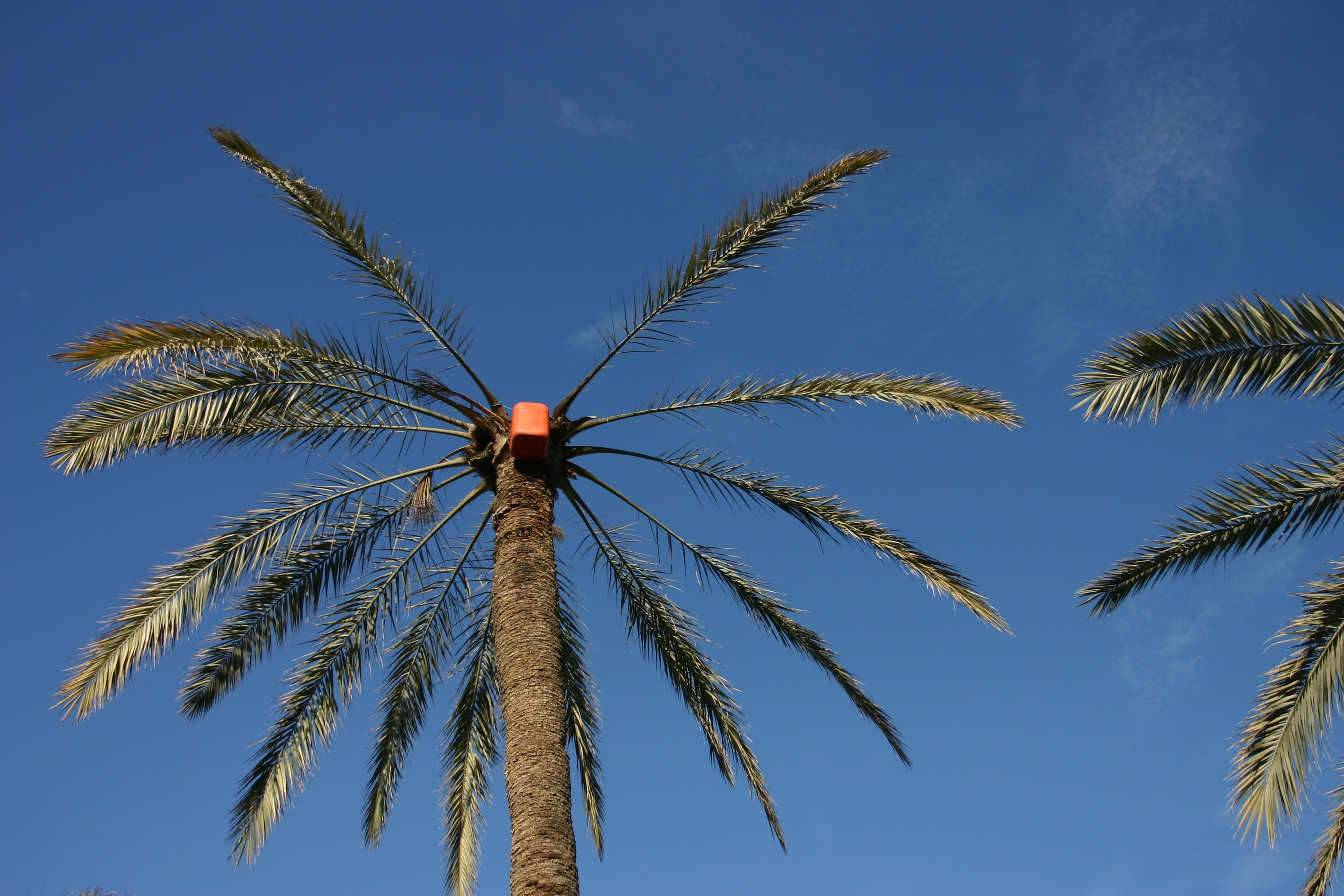
Palmier servant à la préparation du legmi.

Port de pêche jadis spécialisée dans la pêche au thon, Gabès abrite également sa propre conserverie. Par ailleurs, sa palmeraie de 300 000 palmiers-dattiers s'étend dans un ensemble d'une dizaine d'oasis (Oudhref, Métouia, Ghannouch, Chatt Essalem, Bou Chemma, Chenini Nahal, Teboulbou et Kettana, etc.) orienté sur un axe nord-sud le long du littoral compris entre l'oued Akarit (au nord) et l'oued El Ferd (au sud). L'importante récolte des grenades dans ces oasis a souvent fait le lien entre Gabès et les grenades (grenades de Gabès).
L'oasis de la région est connue également pour la qualité de son henné et de sa mloukhiya, produits en grandes quantités et exportés au-delà des frontières du pays.
L'oasis a été de tous temps le garde-manger de la population locale et le lieu d'une culture intensive à fort rendement. En nette régression depuis l'installation des industries chimiques dans la région, la production agricole de l'oasis est large et diversifiée : légumes (carottes, navets, oignons, piments, salades, etc.), fruits (variétés locales de dattes, grenades, abricots, pêches, variétés locales de raisin, bananes locales de petites taille, etc.), fourrage pour le bétail (luzerne) en passant par les divers produits de l'élevage (lait, viande, miel et produits de basse-cour).

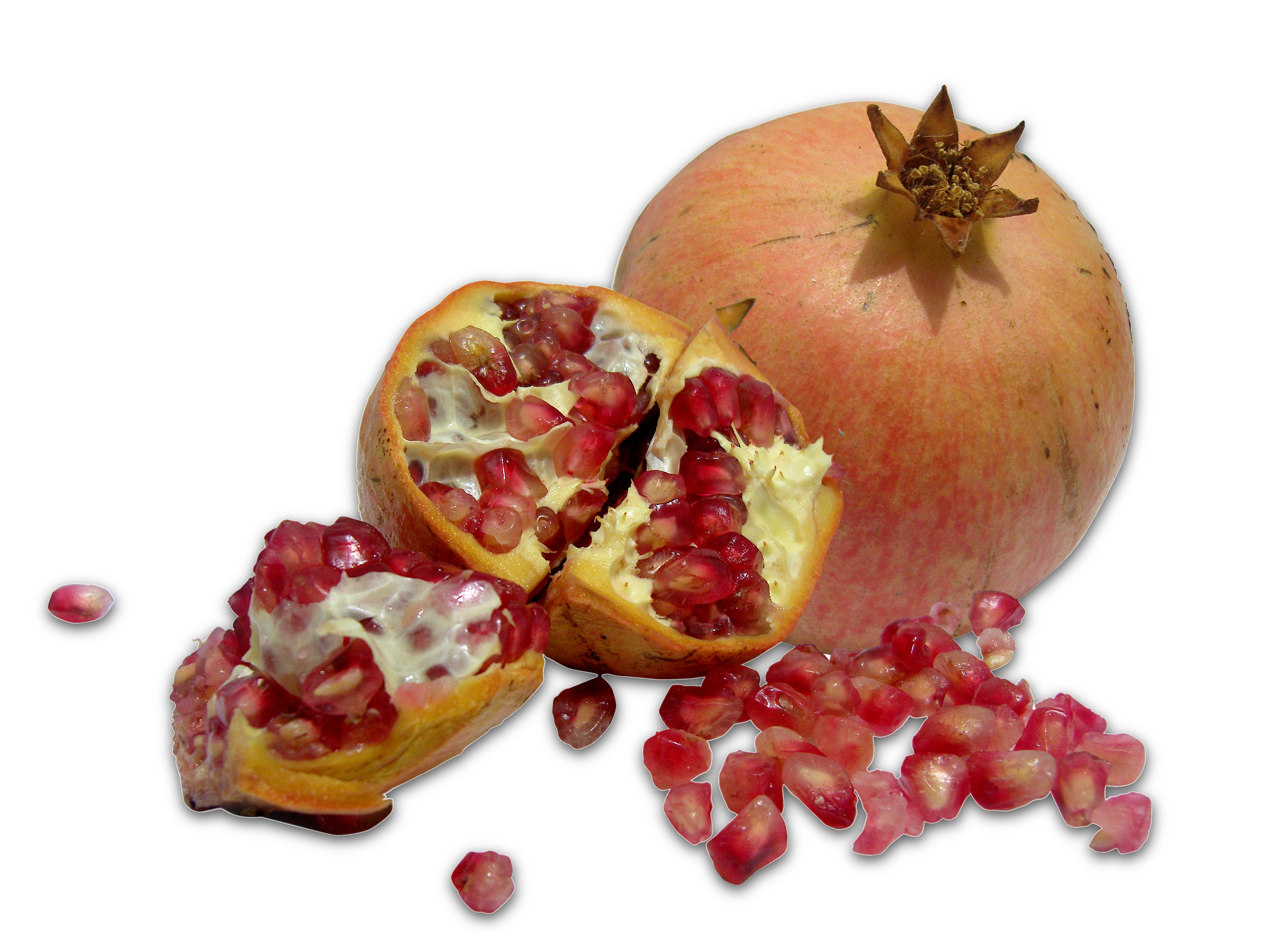
Grenades de Gabès.
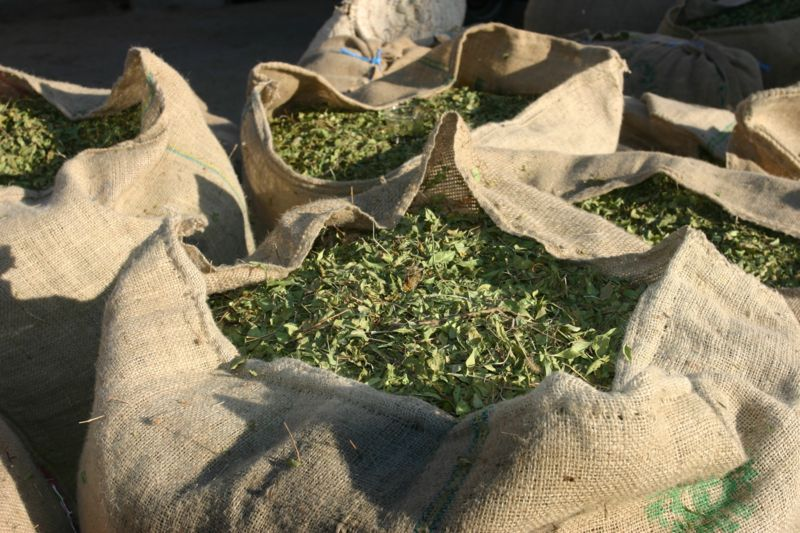
Sacs de henné.
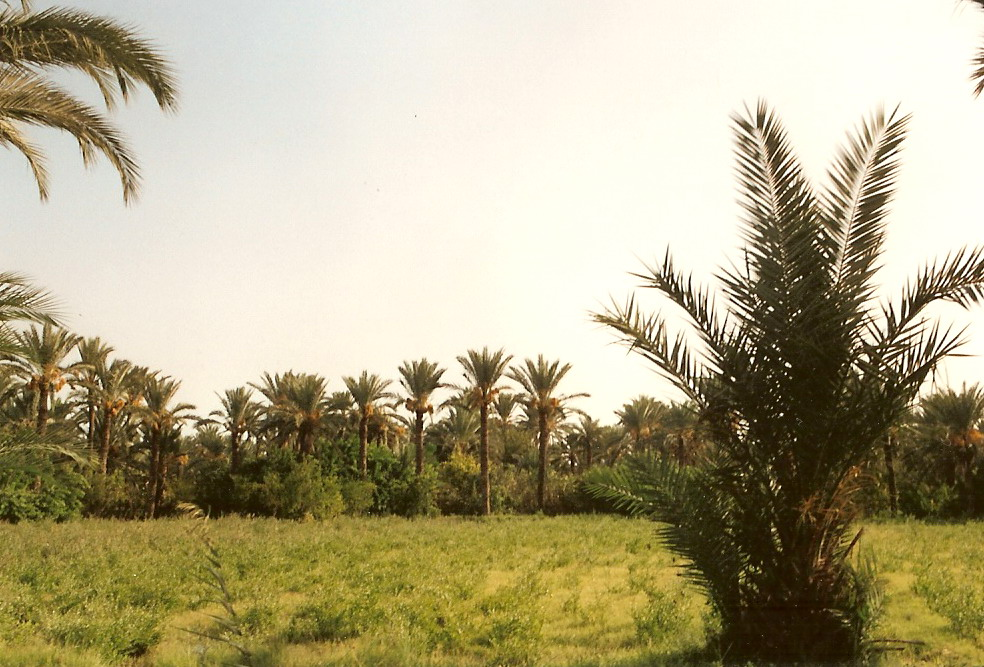
Vue de la palmeraie.

Le 28 mai 2008, le gouvernement tunisien propose l'oasis pour un futur classement sur la liste du patrimoine mondial de l'Unesco.

### Tourisme

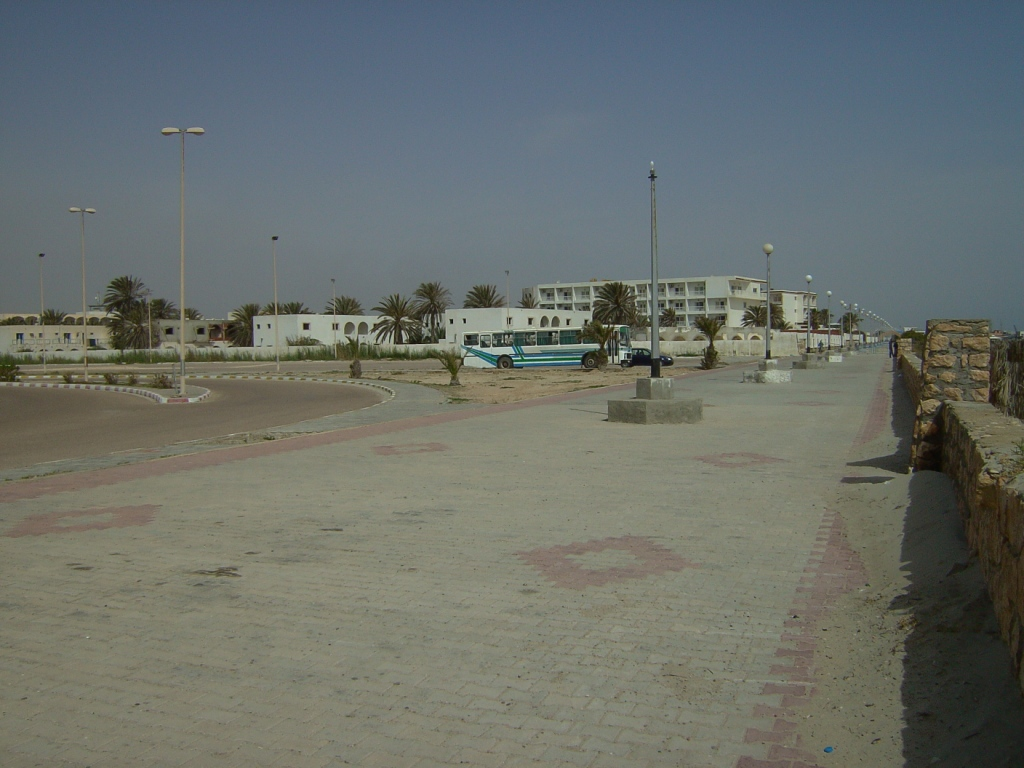
Zone touristique de Gabès.

Le tourisme est en développement dans cette ville qui est aussi la seule oasis côtière au monde. La région réunit des atouts : la mer (plages de sable avec le coefficient de marée le plus important de Tunisie), montagne avec les maisons troglodytes du côté de Matmata, désert à une trentaine de kilomètres de la côte, oasis (maritime et saharienne) et sources d'eaux thermales du côté d'El Hamma.
Même si le manque d'investissement ainsi que l'implantation de l'industrie chimique dans la région ont écarté l'opportunité de créer une véritable industrie touristique sur le littoral, une politique a été mise en place afin de réduire les émissions de gaz polluants et le rejet de déchets toxiques, de nettoyer le golfe de Gabès suivant les recommandations des associations internationales telles que Greenpeace, d'aménager un aéroport international ainsi que de petits hôtels pour les touristes en transit entre le nord et le sud de la Tunisie.
Depuis les années 2000, la ville et sa région ont connu le développement d'un nombre grandissant de cafés et de structures dédiées à la détente et à la culture, dans un cadre offrant aires de jeux pour les enfants, environnement naturel et diverses prestations de restauration. Situées essentiellement en bord de mer et dans l'oasis, ces installations ont donné une impulsion au tourisme local et intérieur, notamment pendant le printemps et l'été.
Des projets existent pour revaloriser le site naturel de Ras El Oued et Chelah et ses environs, qui sont des sites naturels situés dans la partie haute du bassin d'écoulement de l'oued de Gabès, au nord-ouest de l'oasis de Chenini Nahal.

## Patrimoine et culture locale

### Patrimoine religieux

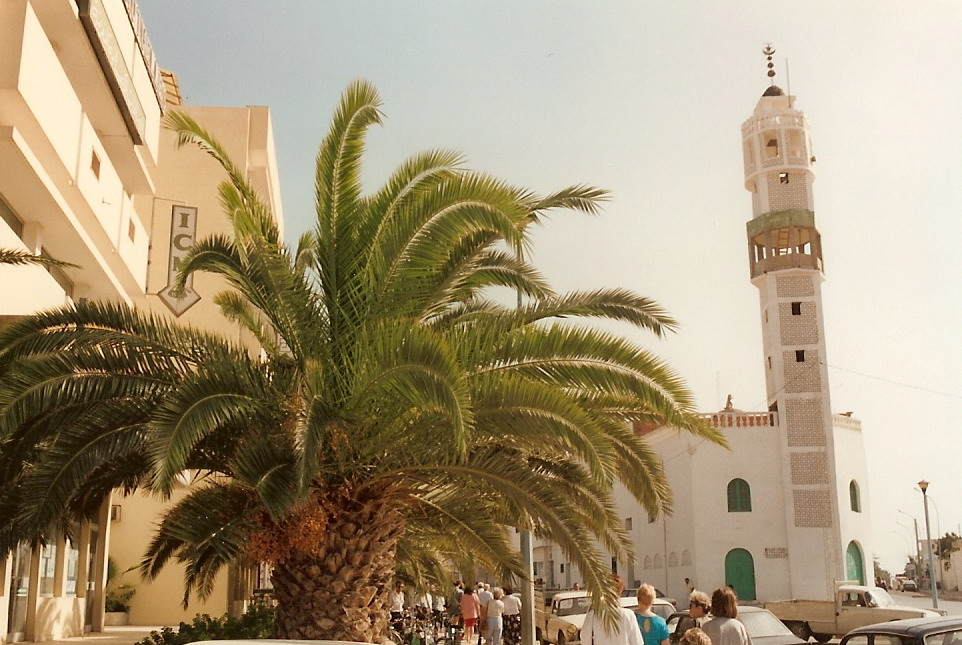
Mosquée de Gabès.

- Église de Gabès, construite à partir de 1886 et affectée à un autre usage de nos jours ;
- Mausolée de Sidi Boulbaba al-Ansari, saint patron de la ville et l'un des compagnon de Mahomet[39] ;
- Médersa de Sidi Boulbaba, construite sous les Mouradites à la fin du XVIIe siècle et qui accueille le musée ethnographique de Gabès[40] ;
- Mosquée El Hadj Amor[41] ;
- Mosquée Sidi Ben Issa, qui se trouve dans le quartier de Menzel[21],[41] ;
- Mosquée Sidi Driss dans le quartier de la Petite Jara, fondée au XIe siècle et construite à partir du remploi de nombreux matériaux antiques[21],[39],[42] ;
- Mosquée Sidi Gnaoui ou Guenaou[41],[43] ;
- Zaouïa de Sidi Ahmed Ettijani[41] ;
- Zaouïa de Sidi Ali Bahloul[39] ;
- Zaouïa de Sidi Krich[39].

### Patrimoine naturel

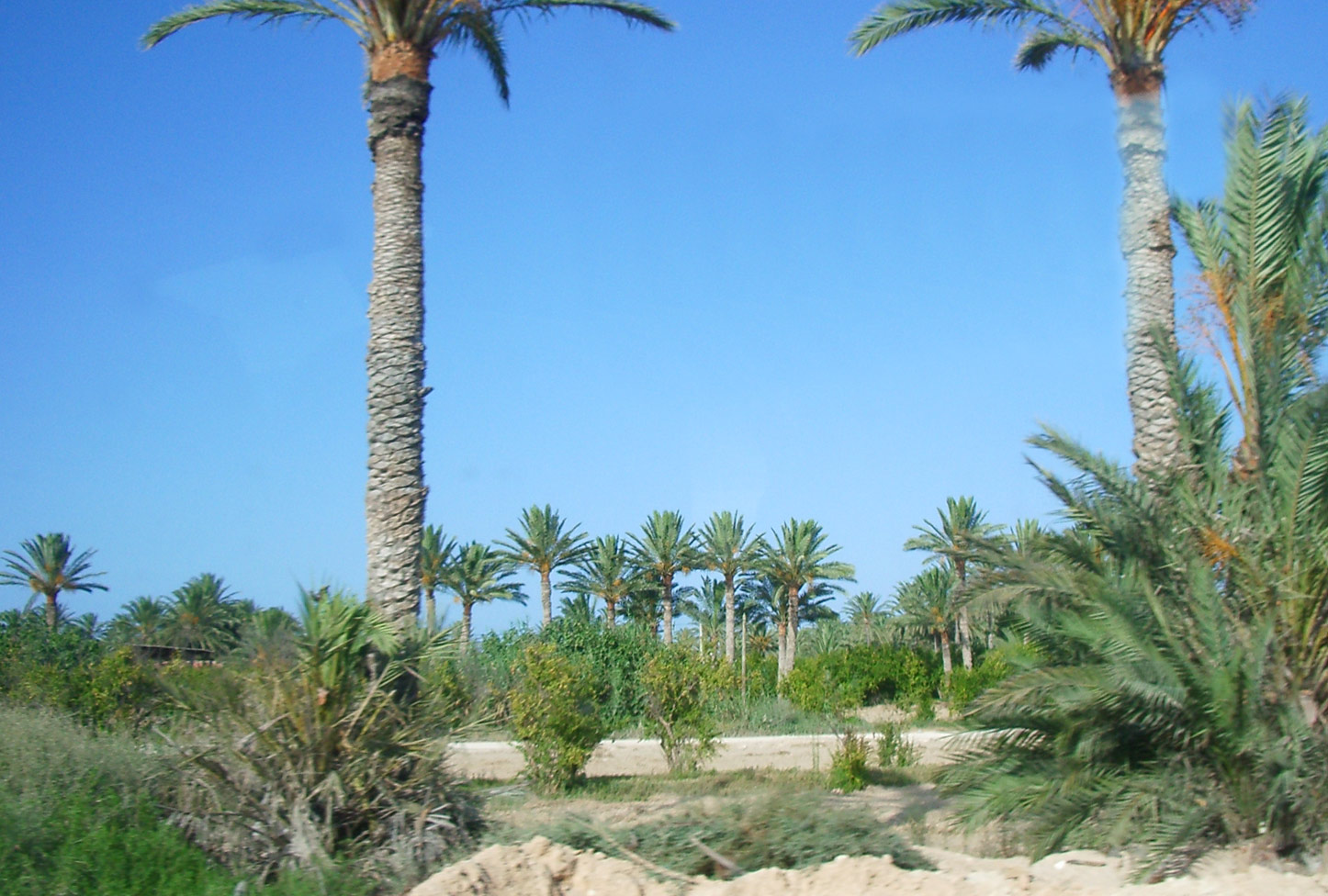
Palmerie de Gabès.

- Bassin versant de l'oued Gabès, réserve naturelle se trouvant à quinze kilomètres de la ville[44] ;
- Palmeraie de Gabès, unique oasis littorale de la Méditerranée et inscrite sur la liste indicative tunisienne en vue d'une éventuelle inscription au patrimoine mondial[45]. Cette oasis, connue depuis l'Antiquité, est caractérisée par ses cultures étagées, son système d'irrigation ancestral et son écosystème particulier[15] ;
- Allocosa gabesia, une araignée de la famille des Lycosidae, identifiée pour la première fois en 1959 à Gabès et qui porte le nom de la ville[46].

### Autres lieux et monuments

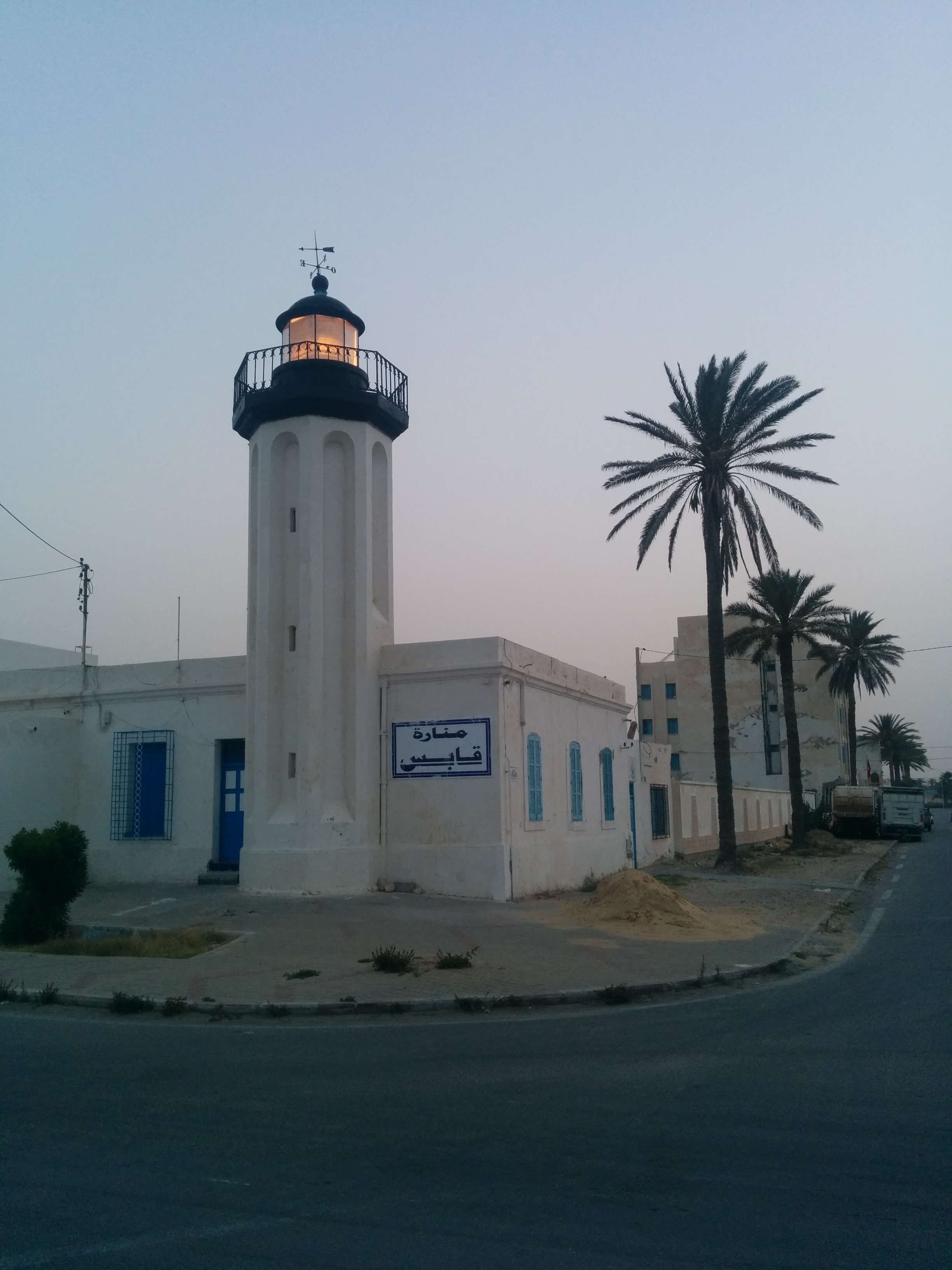
Phare de Gabès.

- Gare ferroviaire de Gabès, de style néo-mauresque, classée monument historique[9] ;
- Hôtel Atlantic, fondé en 1923[47] ;
- Houche Khraïef, une maison traditionnelle se trouvant dans le vieux Menzel et datant du début du XIXe siècle[15],[48] ;
- Phare de Gabès, construit en 1893 ;
- Recette des finances, de style néo-mauresque[49] ;
- Souk Djara ou Jara, connu pour son henné, ses épices rares, ses vanneries et d'autres produits artisanaux locaux[15],[50] ;
- Souk El Menzel, qui se trouve dans le quartier du même nom[50].
- Tronçons de rails et pont, constituant les vestiges du projet de la ligne ferroviaire Gabès - Ghadamès dans le cadre du tracé oriental du chemin de fer transsaharien[47],[51].

### Monuments disparus
De très nombreux bâtiments sont détruits lors des combats et des bombardements de la campagne de Tunisie lors de la Seconde Guerre mondiale.

### Patrimoine immatériel
- Le style musical Bouziga, originaire de la délégation de Souk Lahad et arrivé à Gabès avec l'exode rural, fait partie du patrimoine immatériel de la ville[52].
- L'oasis de la région est très réputée en Tunisie pour son henné et de sa mloukhiya.
- Une légende locale sur la refondation de Gabès raconte que les animaux transportaient jadis fruits et légumes au marché de la ville depuis la palmeraie sans être accompagnés par des hommes et revenaient seuls avec l'argent de la marchandise grâce à l'ordre et la sécurité qui régnaient dans la région. Un jour, l'argent fut volé et Dieu a alors puni la ville en la détruisant. Ses vestiges ont alors servi à la construction des quartiers historiques de Gabès que nous connaissons de nos jours[15].

### Œuvres artistiques et littéraires liées à la ville
- L'Invasion de la mer de Jules Verne ;
- L'action du roman Les Prépondérants (2015) de Hédi Kaddour se déroule dans une ville qui a tout du Gabès des années 1920.

## Personnalités
- François Élie Roudaire a visité la ville à plusieurs reprises pour étudier son projet de mer intérieure, soutenu par Ferdinand de Lesseps[53]. Ce projet visait à relier les chotts tunisiens et algériens à la Méditerranée par un canal creusé dans la région de Gabès[54].

## Jumelages
La municipalité de Gabès a signé des accords de coopération et de jumelage avec deux villes :
- Linz (Autriche) depuis le 27 septembre 1977
- Saint-Brieuc (France) depuis le 28 novembre 1998